# Rhizomyini
Rhizomyini – plemię ssaków z podrodziny bambusowców (Rhizomyinae) w obrębie rodziny ślepcowatych (Spalacidae).

## Zasięg występowania
Plemię obejmuje gatunki występujące w południowej i południowo-wschodniej Azji.

## Podział systematyczny
Do plemienia należą następujące występujące współcześnie rodzaje:
- Rhizomys J.E. Gray, 1831 – bambusowiec
- Cannomus O. Thomas, 1915 – bambusowczyk – jedynym przedstawicielem jest Cannomys badius (Hodgson, 1841) – bambusowczyk kasztanowy

Opisano również rodzaje wymarłe:
- Anepsirhizomys Flynn, 1982[8]
- Brachyrhizomys Teilhard de Chardin, 1942[9]
- Miorhizomys Flynn, 2009[10]